# Barbagallo Raceway
Der Barbagallo Raceway ist eine Rennstrecke in Pinjar, im Bundesstaat West-Australien, ungefähr 50 Kilometer nördlich von Perth. Die Strecke hieß ursprünglich Wanneroo Park und wurde 1992 in Barbagallo Raceway umbenannt. Aktuell heißt die Strecke seit einer erneuten Umbenennung 2020 Wanneroo Raceway.

## Geschichte

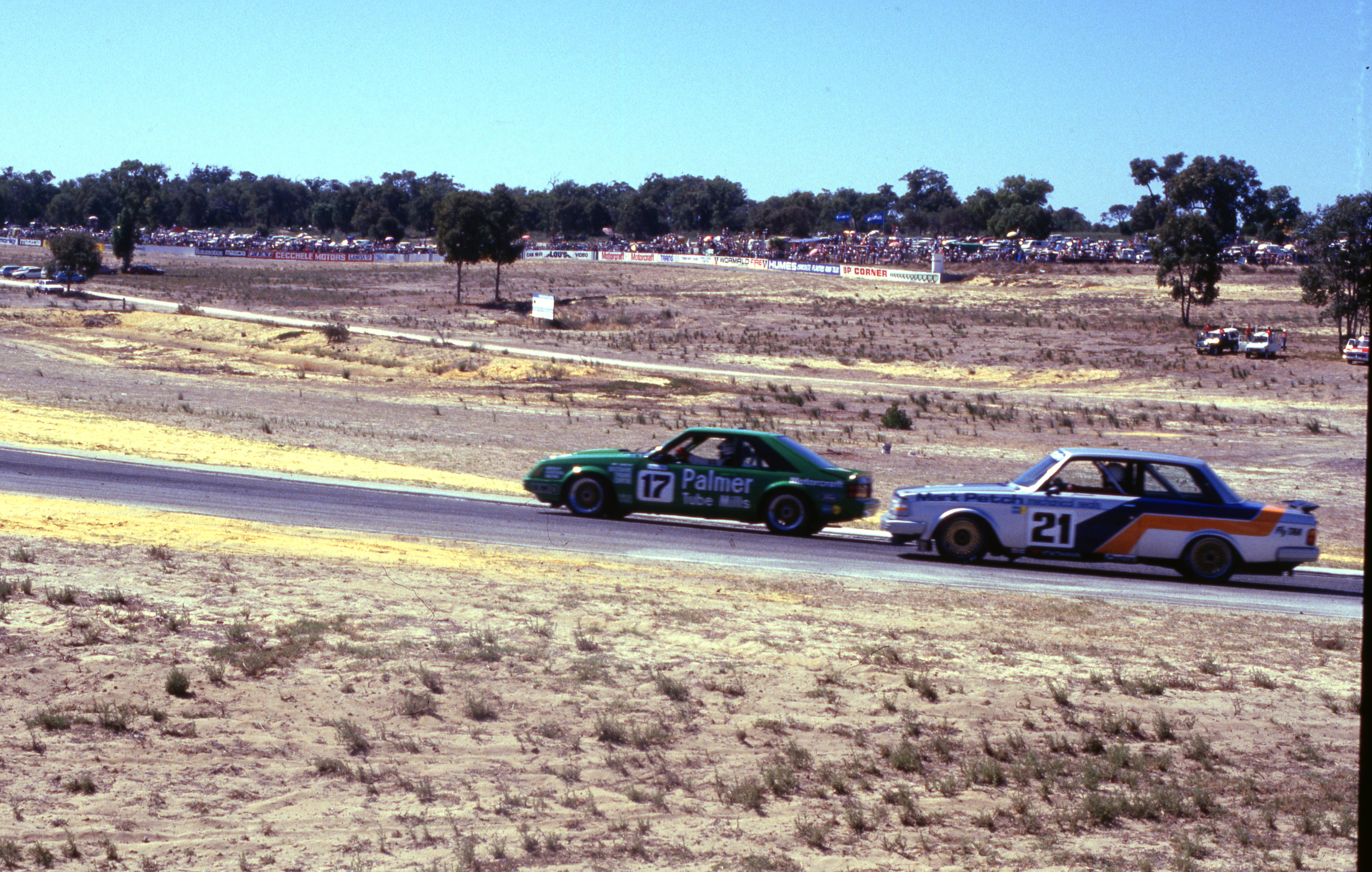
Tourenwagen-Rennen auf dem Wanneroo Park 1985

Rennveranstaltungen des Western Australian Sporting Car Club fanden zuvor von 1955 bis 1968 auf dem Caversham Airfield Circuit statt. Als dieser 1968 wegen einer Reaktivierung des Flugfelds geschlossen werden musste, bekam der Club mit Unterstützung der Landesregierung ein Ersatz-Gelände zum Bau einer neuen Strecke und die nötigen Mittel zur Verfügung gestellt. Das erste Rennen fand im März 1969 statt.
Im Jahre 1979 fand der Große Preis von Australien auf der Strecke statt, wobei zur selben Zeit auch das neue Paddock und die neuen Boxenanlagen eröffnet wurden. Zudem verlegte man die Start-/Ziellinie. Das Rennen gewann der Australier Johnnie Walker in einem Lola T332 Formel 5000. Dies war der letzte Sieg eines Formel 5000 Fahrzeuges beim GP von Australien.
1992 entschied man sich, eine Kurzvariante der Strecke zu bauen. Dabei wurde Kurve 5 mit der Gegengeraden verbunden, wobei eine neue Strecke mit einer Länge von 1,7 Kilometern erschaffen wurde. Die Umbauten wurden hauptsächlich von Alf Barbagallo finanziert, weshalb der Name der Strecke in Barbagallo Raceway Wanneroo geändert wurde. Die kurze Streckenvariante machte es möglich, dass nun auch andere Rennveranstaltungen stattfinden konnten, wie zum Beispiel Truck Racing. Zudem konnte man jetzt auch bei Nacht fahren.
2002 wurde die Boxengasse deutlich verbreitert, jedoch gab es immer noch keine permanenten Boxengebäude. Im Jahre 2004 wurde der gesamte Kurs komplett neu asphaltiert, was dazu führte, dass fast alle Rundenrekorde innerhalb weniger Monate gebrochen wurden. Die zuvor reifenmordende Fahrbahn bot nun mehr Grip und nutze die Reifen weniger ab.
Die V8 Supercars Serie zog sich 2010 vom Barbagallo Raceway zurück. Darauf wurde eine permanente Boxenanlage gegenüber der bisherigen Boxengasse an der Start-Zielgerade gebaut, sowie einige Modernisierungen an der Infrastruktur vorgenommen, sodass die V8 Supercars nach einem Jahr Pause 2011 wieder auf die Strecke zurückkehrten. Nach einer erneuten Neuasphaltierung 2019 erfolgte 2020 die Umbenennung in Wanneroo Raceway.

## Veranstaltungen
Von 1969 bis 1972 war das Six Hour Le Mans die Hauptveranstaltung auf dem Kurs. 1973 wurde das erste Rennen der Australian Touring Car Championship durchgeführt. Ab dem Jahre 1977 war der Kurs fester Bestandteil des Rennkalenders. Auch heute noch fährt die Mittlerweile zur V8 Supercars umkonzipierte Serie den Perth SuperSprint auf der Strecke. Der Perth Super Sprint ist mit 50.000 Zuschauern über 3 Veranstaltungstage einer der größten Sportevents in Westaustralien.
In den 1980er Jahren fanden vor allem Tourenwagen-Rennen statt.
Auf der Strecke fand auch das erste „Australian Festival of Speed“ im Jahre 2010 statt. Formel-1-Fahrer Mark Webber fuhr einige Demonstrationsrunden in einem Red-Bull-Racing-Formel 1.
Ebenfalls finden einige Motorradrennen und Trainingsevents auf dem Kurs statt.
Peter Brock und Craig Lowndes halten den Rekord mit fünf ATCC bzw. V8 Supercars Siegen auf der Strecke. Das erfolgreichste Team ist das Holden Racing Team mit insgesamt sechs Siegen.